# Rada Miasta Poznania
Rada Miasta Poznania – organ stanowiący i kontrolny Miasta Poznań. Jest reprezentantem zbiorowych interesów wspólnoty mieszkańców Poznania. W szczególności określa politykę rozwoju Miasta.

## Działalność
Działalność Rady jest jawna z wyjątkiem spraw których ograniczenie jawności wynika z ustaw. Obywatel ma do uzyskania informacji, wstępu na sesje Rady i posiedzenia komisji, a także dostępu do dokumentów wynikających z wykonywania zadań publicznych, w tym protokołów posiedzeń rady i komisji rady. Rada obraduje na sesjach zwoływanych przez przewodniczącego nie rzadziej niż raz na kwartał. W sesji uczestniczą z prawem zabierania głosu Prezydent Poznania, jego zastępcy oraz Sekretarz Miasta i Skarbnik Miasta.
Rozstrzygnięcia rady spisywane są w formie uchwał. Inicjatywę uchwałodawczą posiada:
- Przewodniczący Rady
- Prezydent miasta
- Komisja Rady
- Klub Radnych
- każdy radny
- każdy mieszkaniec Poznania posiadający czynne prawo wyborcze, którego wniosek poparło co najmniej 5000 innych mieszkańców Poznania posiadających czynne prawo wyborcze, w sprawach, które nie zostały ustawowo zastrzeżone do wyłącznej kompetencji Rady lub Prezydenta
- osiedle, w sprawach dotyczących wyłącznie obszaru jego działania określonych w statucie osiedla, które nie zostały ustawowo zastrzeżone do wyłącznej kompetencji Rady lub Prezydenta

W obrębie Rady pracują komisje powoływane w określonych celach, np. Komisja Bezpieczeństwa i Porządku Publicznego, Komisja Budżetu, Nadzoru Właścicielskiego, Rozwoju Gospodarczego i Promocji Miasta, Komisja Gospodarki Komunalnej i Polityki Mieszkaniowej, Komisja Kultury Fizycznej i Turystyki, Komisja Kultury i Nauki, Komisja Ochrony Środowiska, Komisja Oświaty i Wychowania, Komisja Polityki Przestrzennej, Komisja Rewitalizacji, Komisja Rewizyjna, Komisja Rodziny, Polityki Społecznej i Zdrowia, Komisja Samorządowa.
Na wniosek Rady Miasta Poznania corocznie przyznawany jest tytuł Honorowego Obywatela Miasta Poznania.

## Kadencje
Rada wybierana jest na okres 5-letniej kadencji (do 2018 4-letniej).